# Morbid Florist
Morbid Florist ist eine Extended Play der US-amerikanischen Grindcore-Band Anal Cunt.

## Entstehungsgeschichte
1992 waren Anal Cunt auf der Suche nach einem Plattenvertrag. In Frage kamen die beiden Labels Earache Records und Relapse Records, zu dieser Zeit die beiden größten Labels für Grindcore. Earache Records wollten zunächst neue Lieder der Band hören und so mieteten Anal Cunt das Iguana Studio in Weymouth, Massachusetts. Am Aufnahmetag war jedoch Gitarrist John Kozik unpässlich, da ihm Nierensteine entfernt werden mussten. Tim Morse (Schlagzeug) und Seth Putnam (Gesang, Schlagzeug) nahmen daher die 14 Lieder alleine auf. Jedoch bestand John Kozik darauf, auf der EP genannt zu werden, und bot den Bandmitgliedern an, ein Drittel der Aufnahmekosten (105 US-Dollar) zu übernehmen, daher wurde er als Musiker mit aufgeführt.
Mit den Aufnahmen gelang es Anal Cunt, einen Vertrag über sieben Alben bei Earache Records zu erlangen. Da Relapse Records jedoch immer noch etwas von Anal Cunt veröffentlichten wollten, stellte Anal Cunt ihnen die 14 neu aufgenommenen Lieder zur Verfügung. Das Album erschien als 7’’-EP mit acht Liedern und als CD-Version mit 14 Liedern.

## Cover und Albumtitel
Relapse Records hatten zu dieser Zeit eine Reihe von Death-Metal-Bands unter Vertrag. Anal Cunt wollten dies konterkarieren und überlegten sich einen Albentitel bestehend aus Morbid und einem möglichst harmlosen Wort. Nach mehreren Anläufen entschieden sie sich für Florist. In die engere Auswahl kam auch Morbid Tennis Court, als Coveridee sollten David Vincent (Morbid Angel) und Satan als Tennisspieler dargestellt werden. Mit dem Albumtitel Morbid Florist entschieden sie sich jedoch für Pete Shelly (ex-Buzzcocks). Abgebildet ist das Cover der 12’’ Homosapien. Dem Künstler wurde ein umgedrehtes Kreuz auf die Stirn gesetzt. Shelley wurde laut Seth Putnam gewählt, weil er die „am schwulsten aussehende Person“ („the gayest looking person“) in seiner Plattensammlung war.

## Titelleiste

### CD-Version
1. Some Songs – 1:06
2. Song #5 – 4:32
3. Chump Change – 0:38
4. Slow Song from Split 7’’ – 1:20
5. Unbelievable – 0:46
6. Siege – 0:28
7. Grateful Dead – 1:27
8. I Don’t Wanna Dance – 0:25
9. Even More Songs – 0:32
10. Radio Hit – 1:11
11. Some More Songs – 0:59
12. Morrissey – 0:22
13. Song #6 – 2:36
14. Guy Lombardo – 0:38

Eine Wiederveröffentlichung von Morbid Florist enthielt einen schlicht Bonus Track (0:30) betitelten Bonustrack und einen Hidden Track vor dem ersten Lied: eine Coverversion von Hello, I Love You (The Doors).

### 7’’-Version
A-Seite
1. Some Songs – 1:06
2. Unbelievable – 0:46
3. Song #6 – 2:36

B-Seite
1. Radio Hit – 1:11
2. Some More Songs – 0:59
3. I Don’t Wanna Dance – 0:25
4. Some More Songs – 0:59
5. Morrissey – 0:22
6. Guy Lombardo – 0:38

## Musikstil
Wie bereits auf den früheren EPs der Band finden sich mit Some Songs, Even More Songs, Some More Songs und Morrisey einige Lieder auf dem Album, die über wenig Liedstrukturen verfügten und sich auf schnelles Spiel konzentrierten. Sie stellen eher Geräusch-Eruptionen als Lieder dar. Getragen werden sie von extremen Grunzen. Tatsächlich stellt Morbid Florist aber eine Weiterentwicklung im Schaffen der Band dar. Zum ersten Mal werden Liedtitel verwendet und sind Liedgrenzen erkennbar. Tatsächlich ist es auch das erste Album mit Texten, vorher bestand das Liedmaterial der Band aus improvisiertem, schnellen Spiel und Putnam sang beziehungsweise grunzte dann, wenn es ihm passend erschien.

## Liedinfos
Song #5 ist das erste Anal-Cunt-Stück, das über tatsächliche Liedstrukturen und einen Text verfügt. Letzterer handelt von einer Exfreundin von Putnam.
Das Intro von Chump Change und Slow Song from Split 7’’ wurde bereits auf einer Split-7’’ mit Seven Minutes of Nausea veröffentlicht.
Unbelievable ist eine Coverversion von EMF.
Beim Intro I Don’t Wanna Dance versucht Putnam im Stil von Eddy Grant zu singen. Der Titel selbst stellt eine Coverversion dar.
Siege ist ein Medley aus den Siege-Coverversionen Drop Dead, The Pentagon und Death and Taxes.
Grateful Dead und Morrissey haben nichts mit den der Band Grateful Dead und dem Musiker Morrissey zu tun. Morrissey, ein typisches frühes Anal-Cunt-Lied, wurde so benannt, weil Putnam einen Tag vorher ein Morrisey-Konzert besucht hatte.
Guy Lombardo war das letzte Lied der 88 Song E.P. Der Titel ist ein Slang-Ausdruck für den Magen eines Menschen.
Bonus Track entstammt ebenfalls der Morbid-Florist-Session, wurde aber weggelassen, weil Putnam der Gesang von Schlagzeuger Tim Morse nicht gefiel. Am 15. September 1997 wurde das Stück von Putnam und Bill T. Miller neu abgemischt.